# 宇文顥
宇文 顥（うぶん こう、? - 524年）は、北周の宗室。邵恵公。宇文泰の兄にあたる。

## 経歴
宇文肱と楽浪王氏（王盟の妹）のあいだの長男として生まれた。母の王氏が亡くなったときには、宇文顥は哀哭すること激しく、郷党の畏敬を受けた。524年、宇文肱が衛可孤と武川鎮の南の河で戦ったとき、宇文肱は戦場で落馬して危地に陥ったが、宇文顥が数騎とともに救援し、宇文肱を馬に乗せて引き揚げた。衛可孤の騎兵の追撃を受けて、宇文顥は戦没した。561年、太師・柱国大将軍・大冢宰・大都督・恒朔等十州諸軍事・恒州刺史の位を追贈され、邵国公に追封された。諡は恵といった。

## 子女
- 宇文什肥（邵国公、高歓に殺害された、子に宇文冑がいる。宇文冑は580年に北周の第5代皇帝静帝に対して反乱を起こしたが失敗し敗北、逃走するが、楊堅に追撃、殺害された。これにより、宇文什肥の血統は途絶えた）
- 宇文導
- 宇文護

## 伝記資料
- 『周書』巻10 列伝第2
- 『北史』巻57 列伝第45